# Irmgard Neumann

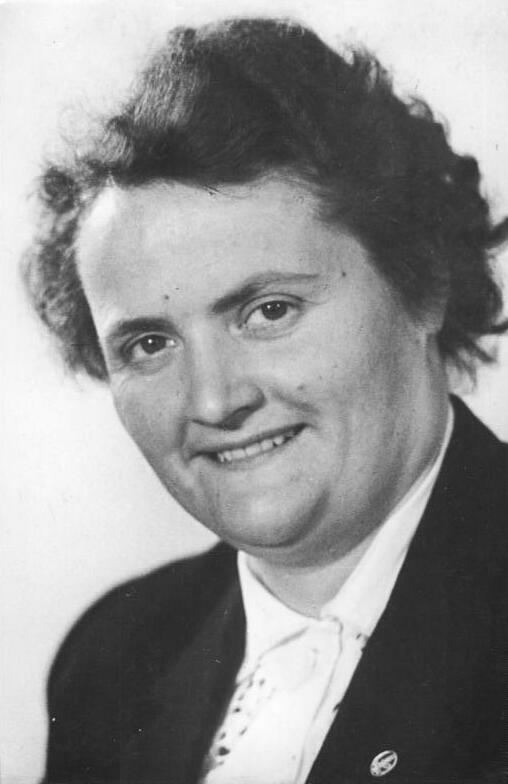
Irmgard Neumann (1961)

Irmgard Neumann (geborene Pulß; * 16. Oktober 1925 in Hamburg; † 22. Februar 1989 in Niendorf, Teterow) war eine deutsche Politikerin (DBD). Sie war Mitglied des Staatsrates der DDR und Mitglied des Parteivorstandes der DBD.

## Leben
Neumann war nach  Abschluss der Volksschule als Hausgehilfin tätig. Ab 1949 war sie als Neu- bzw. später als Genossenschaftsbäuerin und Lehrausbilderin in der LPG in Niendorf, Kreis Teterow, tätig. 1955 wurde sie Mitglied der Demokratischen Bauernpartei Deutschlands (DBD) und stellvertretende Vorsitzende des DBD-Kreisverbandes Teterow. Von 1958 bis 1963 gehörte Neumann dem Bezirkstag Neubrandenburg an, von 1960 bis 1975 auch dem Präsidium des Bundesvorstandes des Demokratischen Frauenbundes Deutschlands. Von September 1960 bis November 1963 war sie Mitglied des Staatsrates der DDR, von 1963 bis 1977 Mitglied des Parteivorstandes der DBD.

## Auszeichnungen
- Vaterländischer Verdienstorden in Bronze (1966)